# Винокуров, Виктор Иванович
Виктор Иванович Винокуров (24 декабря 1923 — 1 февраля 2003) — доктор технических наук, профессор, заслуженный деятель науки и техники РСФСР. Участник Великой Отечественной войны.

## Биография
Родился 24 декабря 1923 в Петрограде. Окончил Ленинградский электротехнический институт им. В. И. Ульянова (Ленина) в 1951 году по специальности «Электрофизика». В 1969 году получил звание профессора. С 1970 по 1990 год являлся организатором и заведующим кафедрой РК ЛЭТИ. Параллельно, с 1974 по 1988 год, занимал должность декана факультета Корабельной электрорадиотехники и автоматизации.
Возглавлял научно-методический Совет по электромагнитной совместимости и электромагнитной экологии, способствуя развитию этих направлений в СССР.
Автор более 200 научных работ, включая 10 монографий и учебных пособий. Под его руководством подготовлено 8 докторов и 37 кандидатов наук.

## Основные работы
- «Вопросы обработки сложных сигналов в корреляционных системах» (1972);
- «Морская радиолокация» (1986);
- «Электромагнитная совместимость радиоэлектронных средств (ЭМС РЭС)» (1986);
- «Дискретно-кодированные последовательности» (1990)[2].

## Награды
- Орден Отечественной войны I степени[3];
- Медаль «За оборону Ленинграда»;
- Медаль «Партизану Отечественной войны»;
- Медаль «За победу над Германией в Великой Отечественной войне 1941—1945 гг.».